# Or Blorian
Or Blorian (in ebraico אור בלוריאן‎?; Petah Tiqwa, 7 marzo 2000) è un calciatore israeliano, difensore dell'Hapoel Be'er Sheva.

## Caratteristiche tecniche
È un difensore centrale.

## Carriera
Cresciuto nel settore giovanile del Maccabi Petah Tiqwa, debutta in prima squadra il 22 agosto 2018 in occasione dell'incontro di Liga Leumit vinto 3-2 contro l'Hapoel Nof HaGalil; realizza la sua prima rete il 12 dicembre 2020 nel match perso 3-2 contro il Maccabi Natanya.

## Statistiche
Statistiche aggiornate al 20 marzo 2021.

### Presenze e reti nei club
| Stagione        | Squadra             | Campionato      | Campionato | Campionato | Coppe nazionali | Coppe nazionali | Coppe nazionali | Coppe continentali | Coppe continentali | Coppe continentali | Altre coppe | Altre coppe | Altre coppe | Totale | Totale | Totale |
| Stagione        | Squadra             | Comp            | Pres       | Reti       | Comp            | Pres            | Reti            | Comp               | Pres               | Reti               | Comp        | Pres        | Reti        | Pres   | Reti   |        |
| --------------- | ------------------- | --------------- | ---------- | ---------- | --------------- | --------------- | --------------- | ------------------ | ------------------ | ------------------ | ----------- | ----------- | ----------- | ------ | ------ | ------ |
| 2019-2020       | Maccabi Petah Tiqwa | LL              | 16         | 0          | CI+TC           | 4+4             | 0               |                    | -                  | -                  |             | -           | -           | 24     | 0      |        |
| 2020-2021       | Maccabi Petah Tiqwa | LHA             | 26         | 1          | CI+TC           | 2+0             | 0               |                    | -                  | -                  |             | -           | -           | 28     | 1      |        |
| Totale carriera | Totale carriera     | Totale carriera | 42         | 11         |                 | 10              | 0               |                    | -                  | -                  |             | -           | -           | 52     | 11     |        |

## Palmarès
- Coppa d'Israele: 1

Hapoel Be'er Sheva: 2024-2025